# Jannik Svensson
Jannik Svensson, född 25 januari 1994 i Mariehamn, är en liberal åländsk journalist, programledare och företagsledare. Han var hösten 2021–våren 2022 VD för tidningen Bulletin.

## Poddradio
Svensson driver samtalspodden Samtal (tidigare Säg vad du vill, Åland). Enligt poddens egen beskrivning bygger formatet på fria samtal och inspireras av Navid Modiris Hur kan vi. Podden hade först åländsk inriktning men har även haft svenska gäster såsom Pär Öberg, Aron Flam, Mattias Svensson, Alexander Bard och Thomas Mattsson.
Sedan augusti 2020 gör han nyhetspodden Generation YX med Anders Hesselbom, känd från Skeptikerpodden. Han har även producerat Radio Bulletin och landsbygdspodden Bondepraktikan.

## Politiskt engagemang på Åland

### Ungdomspolitik
Svensson har flera gånger sedan 2010 varit ordförande för Ålands Liberala Ungdomsgrupp. Han har också suttit i presidiet för Ungdomens Nordiska råd 2015–2016 och 2019–2020.

## Kandidaturer och uppdrag
I Lagtingsvalet på Åland 2015 fick han 65 röster för Liberalerna på Åland. I valet 2019 fick han 119 röster och blev första ersättare, och tjänstgjorde kort för lantrådet Katrin Sjögren.
Inför valet 2019 rapporterade medier om att ett avsnitt av hans podd tagits bort från Spotify, och om hans förslag att avveckla Ålands Radio och TV. Han bemötte även ett Youtube-klipp där han påstods förespråka droger; enligt honom själv var det ett skämt. Polisanmälan mot klippets upphovsman lades ned.
2020 blev han politisk sekreterare för Obunden samling efter att ha lämnat Liberalerna. I ett Twitterinlägg uppgav han att han sedan 2022 är medlem i Medborgerlig samling. I Riksdagsvalet i Finland 2023 kandiderade han för Obunden samling. Inför Lagtingsvalet på Åland 2023 nekades han kandidatur och ställde upp på egen lista utan kampanj, vilket gav 22 röster.

## Bulletin (2021-2022)
I maj 2021 blev Svensson poddredaktör på Bulletin och tog med sig Samtal och Generation YX. I september samma år utsågs han till verkställande direktör. Medier rapporterade då om planerad företagsrekonstruktion, medan grundaren Tino Sanandaji framhöll hans roll i ökade digitala intäkter. I Expressen beskrev anonyma medarbetare honom som ”målvakt”, vilket han bemötte i intervju med Dagens Media.

### Kontrovers vid bolagsstämma
I oktober 2021 deltog den dömde trippelmördaren Ricard Nilsson som Svenssons personliga biträde vid en extrainkallad bolagsstämma. Uppgifter i medier om att Nilsson skulle ha anlitats för intern personalgranskning tillbakavisades av Svensson i en debattartikel på Bulletin.

### Ekonomiska problem och stöd
Hösten 2021 återkallades Bulletins ansökan om mediestöd; Svensson uppgav att bolaget i stället sökte driftsstöd. I december beviljades bolaget cirka fem miljoner kronor. Kort därefter polisanmälde en medgrundare ledningen för grovt bedrägeri, men förundersökningen lades ned i februari 2022.

### Konkurs och efterspel
Den 18 februari 2022 försattes Bulletin AB i konkurs, varpå Svensson och cirka 20 anställda sades upp. I april polisanmälde han Tino Sanandaji för bland annat olaga hot, med stöd av sitt juridiska ombud Ricard Nilsson. I juni berättade han i Svenska Dagbladets podd ”Blenda” att arbetet på Bulletin orsakat svåra psykiska påfrestningar.

## Non Grata Media
Efter Bulletin lanserade Svensson nyhetssajten Nongrata med bland andra Paolo Roberto. Enligt Dagens Media beskrevs sajten vid lanseringen som ”oberoende banjohöger” och uppgav sig vilja ge plattform åt personer som förlorat den på grund av cancelkultur. Bland skribenterna finns Ricard Nilsson.
Tidningen registrerades hos Mediemyndigheten i augusti 2022 av Non Grata Media AB, med Svensson som ansvarig utgivare. I december 2023 var han redaktör för Kenneth Greggs bok Uppdateringar från Ukraina.

## Personligt
Svensson har offentligt berättat om sin uppväxt och erfarenheter av bipolär sjukdom, alkoholism och självmordsförsök. Han var sommarpratare i Ålands Radio 20 juli 2020.

## Familj
Svensson är sonson till Hasse Svensson och bror till Zandra Lundberg.